# 1061. évi székesfehérvári országgyűlés
Az 1061-es székesfehérvári országgyűlést I. (Bajnok) Béla király hívta össze uralkodásának kezdetén uralma és a keresztény államberendezkedés megerősítése céljából. Ezen az országgyűlésen került sor az utolsó nagy pogánylázadás leverésére, mely Vata fia János lázadásaként vagy székesfehérvári pogánylázadásként ismert.

## Története

### Előzményei

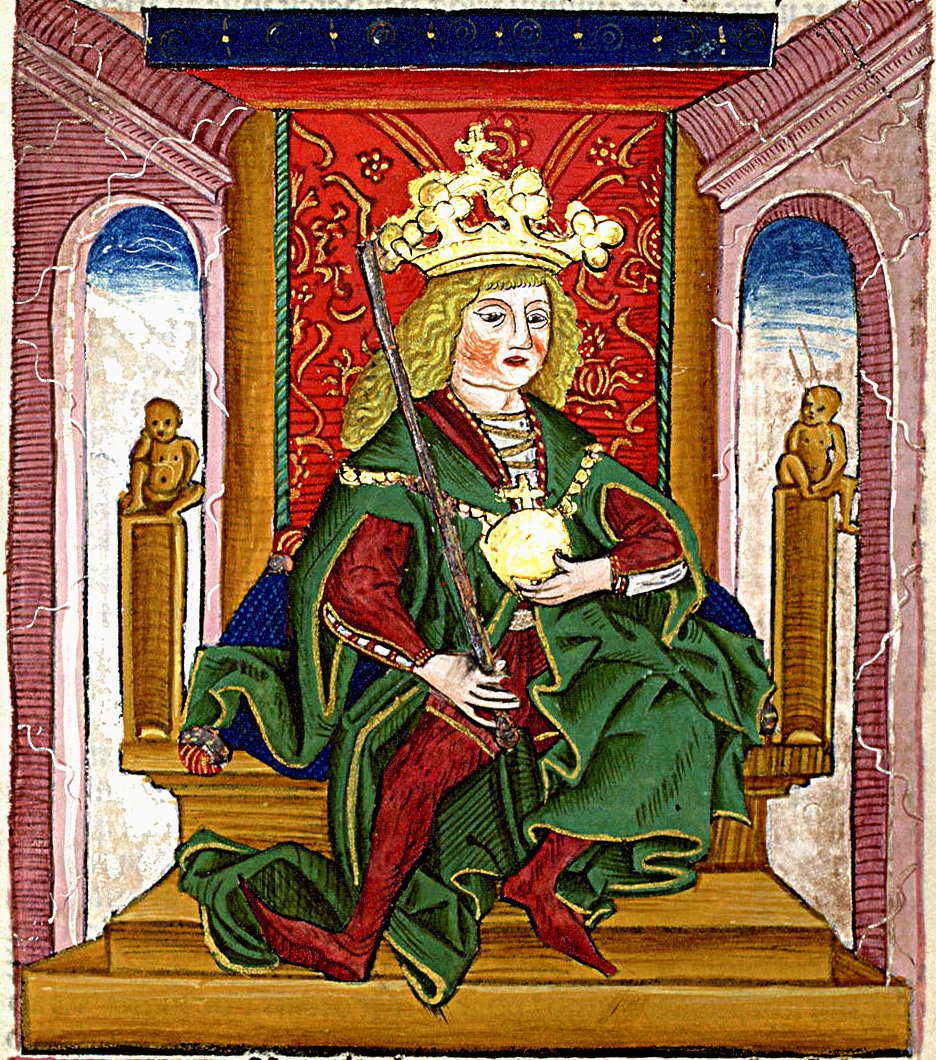
I. Béla a trónon (Thuróczi-krónika)

Miután 1001. január 1-én I. István királlyá koronáztatta magát Székesfehérvárott, az ország berendezkedése nyugati típusúvá vált. Az államalapítást követő évtizedekben folyamatosan sor került kisebb-nagyobb pogánylázadásokra, az új rendszer ellen szegülőket pedig akár békésen, akár erőszakosan, de behódoltatták. A leghíresebb pogánylázadás a Vata-féle lázadás volt, melyet I. András vert le 1046-ban.
András uralmát öccse, Béla herceg törte meg, akit 1060. december 6-án Székesfehérvárott királlyá választottak, majd megkoronáztak. Az új király a következő évre országgyűlést hirdetett a koronázóvárosba, melyen meg kívánta erősíteni uralmát és az ország állapotát.

### Az országgyűlés és a pogánylázadás
Az 1061. évi országgyűlésen Béla király parancsára az országnagyok mellett községenként 2-2 vén jelent meg a Székesfehérvár melletti réteken. A király megpróbálta legitimálni uralmát rendelkezések kiadásával, melyeket részletesen nem ismerünk, csak annyit tudunk, hogy a királyság egyházi és állami megerősítésére vonatkozó döntések születtek.
Hanem a küldöttek mellett érkeztek jó páran, akik nem a király akaratát szándékozták követni. A lázadók a keresztény papok megölését és a pogány hagyományok visszaállítását követelték, majd agresszívan felléptek a tanácskozó országnagyok ellen. Elterjedt nézet, hogy a követelők vezetője az 1046-os pogánylázadás vezetőjének, Vata törzsfőnek a fia, János volt, azonban ezt nem lehet minden kétséget kizáróan alátámasztani. A főurak és az egyházi méltóságok a dühöngő tömeg elől a városba menekültek. A király három nap gondolkodási időt kért a lázadóktól, akik ebbe beleegyeztek. Bélának viszont esze ágában sem volt feladni az új rendszert és az abból származó hatalmát: az első két napon összehívatta a környező vármegyék katonaságát és a harmadik napon szétzúzatta a városfalak előtt várakozó tömeget, akik ekkor már ujjongva várták követelésük teljesülését. A lázadók többségét megölték vagy megkorbácsolták, valószínűleg Vata fia János is meghalt a lázadás leverése közben.